# Pachira nitida
Pachira nitida är en malvaväxtart som beskrevs av Carl Sigismund Kunth. Pachira nitida ingår i släktet Pachira och familjen malvaväxter. Inga underarter finns listade i Catalogue of Life.